# Batalla de Manantiales
Se denomina Batalla de Manantiales al enfrentamiento ocurrido el 17 de julio de 1871, en el paraje de Manantiales de San Juan, actual Departamento de Colonia, durante el curso de la Revolución de las Lanzas, entre fuerzas gubernistas coloradas al mando de Enrique Castro y los revolucionarios blancos de Timoteo Aparicio. Fue una de las batallas más sangrientas de las guerras civiles y terminó con una completa victoria de los colorados. Cerca de 8.000 hombres se enfrentaron a punta de lanza: 3.600 eran los revolucionarios y unos 4500 los hombres que formaban el ejército gubernamental.

## Antecedentes
Durante la Revolución de las Lanzas, luego de que el ejército revolucionario comandado por el general blanco, Timoteo Aparicio, consiguiera derrotar sucesivamente a los ejércitos gubernistas en la Batalla de Paso Severino y la Batalla de Corralito, se dirige hacia la Capital, implementando un sitio sobre la ciudad de Montevideo, y luego de 50 días de sitio, los revolucionarios logran hacerse con el control del Fuerte del Cerrito, después de esa victoria el general Timoteo Aparicio y Anacleto Medina, acordaron alejarse de Montevideo, enterados de que el general Gregorio Suárez se aproximaba por su retaguardia, para poder rodear a Gregorio Suárez estacionado en el arroyo Solís Grande. Lo sorprendió en el arroyo Solís Grande, y esperaba destrozarlo al día siguiente, pues tenía fuerzas superiores. Pero Suárez, en una hazaña militar, escapo por la noche del cerco de sus enemigos, y ganó campo abierto para marchar hacia Montevideo. En Montevideo, el general Suárez, se proveyó de hombres y suministros y luego se dirigió para enfrentar a los revolucionarios, a la altura del arroyo del Sauce, derrotando, por primera vez en la Batalla de Sauce (1870) en el transcurso de la Revolución de las Lanzas a los insurrectos blancos. El general Gregorio Suárez, asesto un duro golpe a la moral de fuerzas revolucionarias, que se venían considerando invictas, desde ese momento. Luego de eso, los revolucionarios diezmados, por la derrota, se replegaron hacia el norte del país huyendo de la persecución de sus enemigos y pasando ocasionalmente la frontera brasileña para obligar al gobierno a pactar. La revolución llevaba ya más de un año y no tenía miras de resolverse.

## Posición de ambos ejércitos

### Ejército Revolucionario
En la madrugada del día 17 de julio de 1871, las fuerzas revolucionarias al mando del general Timoteo Aparicio marcharon en columna cerrada hacia la estancia de Suffren. Situada sobre la Cuchilla de Manantiales, al noroeste del Departamento de Colonia. Era una tropa de gauchos, con los brazos y las piernas al descubierto, sostenían la melena con vinchas. Muchos de ellos llevaban en las cabezas del recado un pedazo de tronco o leña de vaca encendida sobre el que iban calentando el churrasco o calentando la pava para el mate. 
Allí esperaron la llegada de las fuerzas del ejército gubernista que les venía persiguiendo bajo las órdenes del general Enrique Castro. La casa de Suffren era un casco de estancia, cuya construcción estaba rodeada por un perímetro de 16 cuadras por un zanjeado, lo que podría ser considerado en la época una obra de fortificación. Los blancos ubicaron su puesto de Estado Mayor en el mismo casco de la estancia, al mando del general Timoteo Aparicio, secundado en las acciones por el octogenario brigadier general Anacleto Medina. El coronel Justino Arechaga se ubicó al frente de la estancia, comandando una artillería compuesta por seis piezas de cañón de 6 libras y dos piezas de 12 libras. La infantería –ubicada en el centro- no alcanzaba los cuatrocientos hombres y estaba bajo las órdenes del general Basterrica. 
A la izquierda tomando como origen la estancia y un grupo de piedras, se extendían como un gran frente, las caballerías comandadas por Anacleto Medina, integradas por las divisiones de Mercedes, San José y Colonia, dejando el frente de batalla orientado al Este.

### Ejército Gubernista
El general Enrique Castro por su parte, en oposición de lo que hizo su enemigo, mira al oeste y se instala en un arco a una distancia de unos 1.500 metros, de cara al sol. Las fuerzas gubernistas se dispusieron de la siguiente forma: la derecha al mando del general Nicasio Borges, compuesta por las Divisiones de Salto, Paysandú, Tacuarembó y Maldonado, y la infantería, intercalada. En el centro, la artillería dividida en dos baterías y el cuadro de oficiales bajo el mando de los comandantes Braulio Milán y Juan Rodríguez. A retaguardia del centro se ubicaron el parque y bagajes, al mando del capitán Marcos Cabrera, protegido por el Batallón San José. La izquierda la defendían el Escuadrón Escolta del Gobierno, el Batallón 2.º de Cazadores, la división de Canelones, la división Soriano, el escuadrón Tajes y las fuerzas a las órdenes del teniente coronel Francisco Belén.

## Transcurso de la batalla
Establecida la línea la orden para los artilleros era romper fuego sobre el centro enemigo. La exactitud de los tiros hizo que ya con los primeros disparos se desmontara la pieza de grueso calibre con la que contaban los revolucionarios. El fuego continuó por toda la línea de artillería gubernista, quienes ubicados en lo alto de la cuchilla, buscaron aprovechar las ventajas que les ofrecía el terreno. Esto sucedía a las dos y media de la tarde y continuaría por otras dos largas horas. Los revolucionarios atacan duramente el flanco izquierdo contraatacándolos con toda la reserva del ejército. Los blancos intentan un nuevo ataque, ahora por el flanco derecho, pero también fueron rechazados. En ese mismo momento los revolucionarios sufrían un fuerte ataque por el centro, mientras que el general Castro ordenaba un ataque general sobre las posiciones enemigas. Las dos baterías de artillería marcharon haciendo fuego, avanzando terreno, en columna paralela con los batallones de infantería. En esas circunstancias, fuertes columnas de caballería blancas se lanzaron en furioso galope amenazando envolver la izquierda colorada. El general gubernista ordenó abrir fuego sobre el enemigo en la columna de ataque, frenando las fuerzas revolucionarias. Al mismo tiempo, las fuerzas del centro y derecha habían arrollado completamente al ejército revolucionario, forzando su retirada, tomándole toda su artillería y haciéndoles muertos y prisioneros.
Los blancos sufrieron en esta persecución más de dos leguas y considerables pérdidas, entre ellas el brigadier general Anacleto Medina, sobre un caballo y a la edad de 83 años. Se le caían los párpados, por lo cual debía sostenérselos con unos palitos. En medio de la debacle final de una batalla que él se había opuesto a dar (“General Aparicio –dicen que dijo, antes del combate-, esta es la última vez que peleo a sus órdenes”), Medina fue avistado por un grupo de colorados que lo atacaron de inmediato con ferocidad; era el “indio Medina”, el traidor, el verdugo de la Hecatombe de Quinteros. El general no los vio venir, pues se le habían caído los palitos, y su ayudante, un muchacho llamado Juan Carlos Viana, le gritó: “¡Dispare, general, que el enemigo está encima!” Medina, que estaba con su secretario de toda la vida, Jerónimo Machado, otro anciano a la sazón, respondió: “¡El general Medina no dispara, jovencito!”

“… se permitió castigarle el caballo, que tomo galope, conteniéndolo inmediatamente Medina y manifestando su enojo al ayudante. En este Inter., llegan los enemigos y sin mirar la edad de aquel anciano lo lancean despiadadamente, haciendo igual cosa con su secretario […]. Después, aquellos desalmados cometieron toda clase de atrocidades con el cadáver de Medina, llegando hasta enviarle a la familia, que vivía en Montevideo, miembros del cuerpo de su enemigo.

Mientras el general Medina, era abatido por las lanzas gubernistas, corrían la misma suerte, un buen número de otros jefes y oficiales junto a unos ochenta individuos de tropa, en su mayor número, tropa de infantería. Entre los 259 prisioneros figuran algunos jefes y oficiales. Las fuerzas del gobierno informan que sus bajas fueron 5 oficiales muertos, 5 heridos, 9 muertos de tropa y 52 heridos y contusos. También fueron tomadas una veintena de carromatos con pertrechos y municiones varias, además de la bandera que estaba enarbolada en la artillería blanca, junto a los cañones. No obstante, la característica de todos los combates de esta guerra fue el predominio de la caballería, que por su movilidad hacia difícil los triunfos decisivos.

## Consecuencias
El ejército revolucionario, con la moral baja y caído uno de sus mayores líderes, Anacleto Medina, jamás se volvería a recuperar, a pesar de que se produjeron otras batallas de menor intensidad, sobre el territorio uruguayo. El ánimo de los beligerantes y del pueblo en general, viéndose enfrascado en el medio de un conflicto que perjudicaba la economía y parecía no tener un fin fijo, era de paz y tranquilidad. Por eso, luego de que el presidente gubernista, Lorenzo Batlle terminara su cargo, y asumiera Tomás Gomensoro, se reabrirían nuevamente las negociaciones de paz, poniéndole fin al conflicto.